# GUY (chanson)
Pour les articles homonymes, voir GUY.
Singles de Lady Gaga
Do What U Want
(2013) Til It Happens To You
(2015)
Pistes de Artpop
Venus
(2) Sexxx Dreams
(4)
G.U.Y. (acronyme pour Girl Under You) est une chanson sortie en 2014, enregistrée et écrite par la chanteuse américaine Lady Gaga, issue de son quatrième album Artpop. Coécrite, composée et produite avec Zedd en 2012, elle est diffusée de façon officielle et pour la première fois sur les ondes italiennes le 28 mars 2014, jour du vingt-huitième anniversaire de la chanteuse et, par la suite, en Amérique du Nord le 8 avril 2014 en tant que troisième single, bien qu’en France, certaines stations de radio ont commencé à retransmettre le titre dès le 22 mars 2014[réf. nécessaire]. Les sujets d’inspiration de cette chanson sont la bisexualité et l'opposition entre les rôles de l’« actif » et du « passif » dans une relation sexuelle, mêlé à des attributs connexes à la mythologie grecque. Musicalement, G.U.Y. est d’un style très diversifié, abordant un genre pop, électronique et techno. Le pochette du single présente Gaga en une sorte de phénix, montrée au commencement du vidéoclip mais sans la flèche plantée dans sa poitrine. Elle porte un body transparent violet et des ailes grises.
GUY est apprécié par la critique contemporaine, celle-ci faisant l'éloge de la production fournie par Zedd, des paroles et décrivant ce single comme le « vrai premier succès de l’opus » et le « plus astucieux ». Certaines critiques l’ont catalogué comme un des meilleurs moments de l'album, tandis que d'autres l'ont comparé à d’anciens singles de Gaga tels que LoveGame et Alejandro,. Le morceau se classe dans les hit-parades sud-coréens, principalement en raison des ventes numériques lors de la sortie d’Artpop, atteignant le quarante-deuxième rang. Ainsi, plus de 3 362 exemplaires se sont vendus. Aux États-Unis, il a fait son entrée en tant que second plus haut titre classé après sa sortie, derrière Empire de Shakira, à la soixante-seizième place du Billboard Hot 100, pour la fin de semaine du 13 avril 2014. En outre, GUY est aussi entré dans les hit-parades français, au quatre-vingt-douzième rang. La chanson est interprétée pour la première fois en direct lors d’un concert au Roseland Ballroom de New York, le 28 mars 2014.
Gaga explique que le vidéoclip de cette chanson, rempli d’icônes et de références comme le mini-film Runaway de Kanye West, est une sortie de vision offerte sur sa « renaissance » dans l’industrie musicale, et qu’il est aussi présenté comme un court métrage. Il montre une évolution graduelle de l’état de Gaga : tout d’abord en femme-phénix, atterrissant sur la planète Terre comme un ovni, puis dans une grande demeure à l’architecture grecque antique, dans une usine de clonage et enfin dans les bureaux d’une grande entreprise.

## Écriture et inspiration
| |  |  |
| GUY a été accueilli favorablement par la critique professionnelle, complimentant l’alliance entre le travail lyrique et la production fournie par Gaga et le musicien russo-allemand Zedd. |  |  |

Lors d’une entrevue pour le magazine britannique Stylist en octobre 2012, Gaga s’est exprimée sur sa vision du féminisme et a expliqué qu’il y a un nouveau féminisme, complètement différent de l’ancien, tout en ne pensant pas qu’il soit meilleur ou moins bon . Elle déclare « chaque féministe a une manière de se voir elle-même en tant que féministe ». La chanteuse se définit elle-même comme une féministe « new-age » et raconte qu’en tant que telle, elle aime le transfert de force qui se produit lorsqu’elle se soumet à un homme et qu’elle est sous lui. Elle termine en commentant qu’elle a écrit une chanson à ce sujet intitulée GUY, qui signifierait Go Under You. Alors que l’artiste vient de révéler pour la première fois le titre de la chanson, celle-ci s'est immédiatement exprimée par le biais d'une publication sur son site-web LittleMonsters.com, indiquant : « le titre qu'ils ont donné est faux. C'est GUY (Girl Under You) :) » .
Jason Lipshutz, rédacteur pour Billboard, a décrit GUY comme une « sirène dance frissonnante qui fait la distinction entre l'égalité des sexes et la soumission sexuelle volontaire » . La chanson s’ouvre sur un court monologue d’introduction, dicté par la coordinatrice créative de Gaga, Sonja Durham, et fait référence au dieu grec Himéros, un des fils d’Aphrodite, contribuant aux renvois qu’Artpop fait à la mythologie grecque .

## Composition
GUY est une chanson « pop robotique », contenant des éléments de musique EDM, industrielle, house, techno européenne et électro. Elle se développe sur un fond dance et est marquée par l'utilisation de synthétiseurs et de clappements électroniques . D’après Mikael Wood du Los Angeles Times, il s’agit d’une des trois chansons R&B de l’album . Sa signature rythmique est de quatre temps avec un tempo modéré de 110 battements par minute. Elle se compose d’une tonalité en la mineur et suit une progression d'accords basée en la mineur, en sol, en fa et en la majeur pour les couplets et en sol, en fa, en ré mineur et en la mineur pour le refrain [citation nécessaire].
La trame de GUY porte sur divers sujets tels que la soumission sexuelle, le désir, l’amour et l’émancipation sexuelle, bien qu’elle soit liée à la « troisième vague féministe » et au mouvement gender bending (fait de se travestir) ,,. Gaga raconte qu’elle se « sent à l’aise de se trouver en dessous parce qu’elle est assez forte pour savoir qu’il n'est pas nécessaire de se trouver au-dessus et que ça en vaut la peine » . D’après Annie Zaleski du The A.V. Club, il s’agit d’une des chansons les plus influentes incorporant le thème du sexe dans Artpop, avec Sexxx Dreams .

## Accueil critique
Après sa parution en novembre 2013, GUY a été acclamé par les critiques de musique contemporains. Lipshutz de Billboard a déclaré que « la production fournie par Zedd fourmille les commandes provocatrices de Gaga et que le coup bas du crochet martèle le message diffusé pour créer le premier et véritable succès d’ARTPOP » . Robert Copsey de Digital Spy a particulièrement apprécié les « basses grinçantes et les synthés dardants » ainsi que le « refrain hypnotique » du titre . Andy Gill de l’Independent a senti que le morceau contribue à une certaine attraction sexuelle qui « semble être sinistrement dénaturée » . John Walker de MTV News a fait l'éloge du contenu lyrique de la chanson, mais a cependant été moins convaincu par sa structure musicale . Caryn Ganz de Rolling Stone a interprété GUY comme « la sensation d'entendre un broyeur sur des airs gothiques » . Spin a jugé que la pièce pourrait être « une ode à la possession du rôle de soumission dans une relation » . Stacy-Ann Ellis de Vibe a qualifié la chanson de « presque astucieuse » .

## Vidéoclip

### Développement
Le morceau a été confirmé en tant que troisième single en février 2014, lorsque son vidéo-clip était en cours de production . Alors qu'elle était en train de le tourner au Hearst Castle, ancienne demeure de William Randolph Hearst, située tout près de San Simeon en Californie, la chanteuse s'est fait mordre par un nycticebus ,. Gaga a dévoilé une partie du vidéo-clip le 21 mars 2014, lors d'une entrevue avec Savannah Guthrie pour l'émission américaine Today. La version éditée a fait son avant-première sur Dateline NBC le lendemain , tandis que la version complète, intitulée « GUY - An Artpop Film », a été publiée quelques minutes plus tard. Depuis sa parution, le vidéoclip a été visionné plus de 146 000 000 de fois.

### Scénario

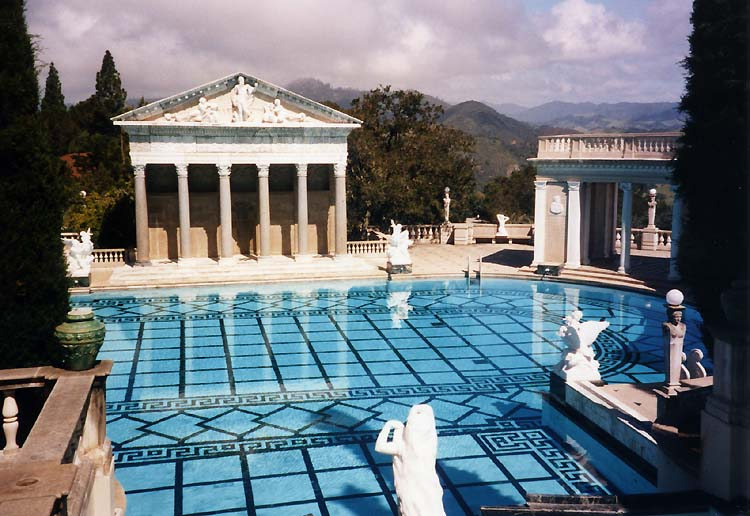
Conjointement avec une piscine intérieure et des terrasses, la piscine de Neptune a fait partie des divers lieux de tournage.

D’une durée totale de près de douze minutes, la vidéo incorpore quatre chansons issues d’ARTPOP, dont GUY pour la partie centrale. Celle-ci s’ouvre sur des plans montrant des hommes d'affaires, s’affrontant entre eux sous une pluie de billets de banque. À proximité, une Gaga déchue, grimée en une créature ailée, gît dans un cratère avec une flèche plantée dans l'abdomen. Une édition instrumentale de la chanson-titre Artpop est alors jouée en arrière-plan. Ensuite, les hommes s’en vont, ignorant totalement Gaga qui rampe afin de fuir tout en essayant de retirer la flèche de sa poitrine. Elle tente, tant bien que mal, d’utiliser ses jambes défectueuses pour s’échapper et se rend jusqu’à l’entrée d’un palais. La chanteuse s’effondre de fatigue devant la porte et est raclée par deux gardes. Une prestation sur la chanson Venus démarre. Gaga est portée vers une grande piscine olympique où des personnes la couvrent de fleurs et la font descendre dans l'eau, comme un processus de guérison. Venant tout juste d’être acceptée comme une reine par les habitants du château, l'artiste ressuscite dans une robe blanche, renaissant en une sorte de déesse grecque pendant que le titre GUY démarre petit à petit. Quelques plans de Gaga arborant un certain nombre de tenues différentes, dont une robe bleue et un bikini blanc sont observés, avec des séquences de danse. Le présentateur de télévision américaine Andy Cohen et les Real Housewives de Beverly Hills font alors leurs caméos respectifs à ce moment. Des scènes mettant en vedette Gaga, se roulant sur un lit en forme de coquillage dans une tenue rouge, dansant dans un justaucorps doré avec des flèches et flottant sur un matelas dans une piscine intérieur sont montrées pendant le deuxième couplet et au moment du second passage du refrain. Avec l’aide d’un jeune homme dénommé SkyDoesMinecraft, un Youtubeur qui fait aussi une apparition exceptionnelle, Michael Jackson, Mahatma Gandhi, Jésus et John Lennon (l’acteur qui joue le rôle de Lennon n’est en fait pas visible dans cette scène, même si son nom apparaît dans le générique de fin) sont ressuscités depuis leurs cercueils grâce au jeu-vidéo Minecraft et leur sang est prélevé dans des flacons pour créer le « code GUY », de manière à façonner des clones qui seront utilisés pour remplacer les membres d’une entreprise liée à l’industrie de la musique. Vient par la suite une séquence de danse prenant place dans une usine de clonage où une énorme boule bleue de Jeff Koons trône. Gaga, portant uniquement un jean tandis qu’elle et ses danseurs vêtus de noir, exécutent une chorégraphie sexuellement chargée. Pendant ce temps, l’interprète, accompagnée de Lisa Vanderpump et de Kyle Richards sont montrées en train de sortir d’une voiture dans des tenues sombres, tirant des billets à l'aide de canons et marchant dans le couloir d'une entreprise afin de tuer les dirigeants pour les remplacer par les « clones GUY ». Cette partie du vidéo-clip pourrait faire référence à la série American Horror Story et plus particulièrement à la fin de la troisième saison, intitulée Coven durant laquelle les protagonistes, Fiona Goode et Marie Laveau, effectuent les mêmes actions. Une autre séquence de danse dans l'usine de clonage s'ensuit, montrant cette fois-ci Gaga arborant un soutien-gorge en plastique futuriste et une jupe. Le court-métrage se termine avec des milliers de clones marchant hors du château. Le générique de fin dure quatre minutes pendant que la chanson Manicure est interprétée.

### Réception
Selon Bradley Stern de MuuMuse, Gaga a réussi à transformer « l’hymne de la puissance passive en une adaptation épique de Citizen Kane et de Gatsby le Magnifique » . Le rédacteur a ajouté qu’il s’agit de « sept minutes de plongée étonnante en profondeur, à des niveaux inédits et incroyables d’auto-importance et de folie certifiable » et qu’il trouve que le vidéoclip est « encore plus grandiose » que ceux réalisés pour les titres Bad Romance et Telephone . Chiderah Monde, du quotidien new-yorkais Daily News, a déclaré que le vidéoclip est « un autre exemple de la recrudescence des clips et des courts métrages » et a noté un « clin d’œil présent au style visuel de Michael Jackson » . Pour Nick Barnes d’Unreality TV, celui-ci lui a rappelé les vidéoclips précédents de la chanteuse et tout particulièrement celui de la chanson Paparazzi et a indiqué que c’était un des meilleurs clips de Gaga depuis très longtemps . Il a conclu en écrivant : « c'est spectaculaire et je vous suggère d’aller le voir. Vous n’allez pas être déçus » . Une critique éditée par TV Guide pour Daily Review Atlas a mentionné qu’il était « aussi bizarre que prévisible », tandis que Nidhi Tewari de l’International Business Times en ligne, a souligné évidente la sensualité de l'interprète ,. Harriet Gibsone du Guardian l’a qualifié de « chic et épique dans son aspect, louant des références au capitalisme et au féminisme avec une parade de chapeaux ridicules et d’hommes torses nus ».

## Interprétations en direct
Le jour de la sortie officielle du single en radiodiffusion en Europe, Gaga a interprété GUY pour la première fois en direct du Roseland Ballroom de New York, dans le cadre d’une série de concerts promotionnels de sept jours dans la même salle. Par conséquent, elle a également joué le titre les soirs des 30 et 31 mars ainsi que des 2, 4, 6 et 7 avril 2014. Le 2 avril, une performance de la chanson a été réalisée et diffusée pour l’émission américaine Late Show with David Letterman, accompagnée d’une interprétation au piano du morceau Dope .

## Formats et éditions
- Numérique

1. GUY – 3:52

## Crédits
| - Lady Gaga – coproduction, écriture, chant - Anton Zaslavski – écriture, production, mixage - Gene Grimaldi – mixage - Jesse Taub – mixage (assistant) - Ryan Shanahan – mixage (assistant) | - Dave Russell – enregistrement - Benjamin Rice – enregistrement (assistant) - Sonja Durham – voix introductive |

Crédits extraits du livret de l'album Artpop, Interscope Records.

## Classements
| Pays                | Hit-parade                     | Meilleure position |      |      |      |      |      |
| 2013                | 2013                           | 2013               | 2013 | 2013 | 2013 | 2013 | 2013 |
| ------------------- | ------------------------------ | ------------------ | ---- | ---- | ---- | ---- | ---- |
| Corée du Sud        | Gaon Chart                     | 42                 |      |      |      |      |      |
| 2014                |                                |                    |      |      |      |      |      |
| Australie           | ARIA                           | 88                 |      |      |      |      |      |
| Belgique (Flandre)  | Ultratip                       | 8                  |      |      |      |      |      |
| Belgique (Wallonie) | Ultratip                       | 13                 |      |      |      |      |      |
| Croatie             | ARC 100                        | 24                 |      |      |      |      |      |
| États-Unis          | Billboard Hot 100              | 76                 |      |      |      |      |      |
| États-Unis          | Bubbling Under Hot 100 Singles | 18                 |      |      |      |      |      |
| États-Unis          | Mainstream Top 40 (Billboard)  | 34                 |      |      |      |      |      |
| Finlande            | Finnish Radioplay Chart        | 44                 |      |      |      |      |      |
| France              | SNEP                           | 255                |      |      |      |      |      |
| Israël              | Media Forest                   | 2                  |      |      |      |      |      |
| Liban               | The Official Lebanese Top 20   | 18                 |      |      |      |      |      |
| Royaume-Uni         | The Official Charts Company    | 115                |      |      |      |      |      |

## Historique de sortie
| Pays        | Date         | Format  | Label      |
| ----------- | ------------ | ------- | ---------- |
| Italie      | 28 mars 2014 | Radio , | Streamline |
| États-Unis  | 8 avril 2014 | Radio , | Interscope |
| Royaume-Uni | 12 mai 2014  | Radio , | Polydor    |